# Верхний Яловец
Верхний Яловец (укр. Верхній Яловець) — село в Селятинской сельской общине Вижницкого района Черновицкой области Украины.
До 2020 года входило в Путильский район
Население по переписи 2001 года составляло 178 человек. Почтовый индекс — 59133. Телефонный код — 3738. Код КОАТУУ — 7323586003.
К востоку от села расположен перевал Джоголь.